# 雪は巴
雪は巴（ゆきはともえ）は、江戸時代の端唄。

## 概要
歌詞の内容は男女が恋するところから始まる。彼氏と彼女が愛し合う。

## 歌詞
雪は巴に 　降りしきる
屏風は恋の 仲立ちに
蝶と千鳥の 　三つぶとん
元木に帰る 　ねぐら鳥
まだ口青いじゃ ないかいな